# Exodus (Nico Fidenco)
Exodus è l'unico extended play pubblicato da Nico Fidenco per la RCA Italiana nel 1962 e raccoglie quattro brani già pubblicati su quarantacinque giri. La copertina ricalca, virando le scritte in azzurro, quella del singolo Exodus, da cui è tratto il brano principale. C'è poi l'interessante recupero di due canzoni che costituivano il secondo singolo per l'interprete romano (Just that Same Old Line/Trust Me) e l'inclusione di quello che all'epoca era ritenuto una dei più conosciuti brani di Fidenco, Il mondo di Suzie Wong.

## Tracce
Lato A
- Exodus
- Il mondo di Suzie Wong

Lato B
- Just that Same Old Line
- Trust Me